# Heteronotus delineatus
Heteronotus delineatus är en insektsart som beskrevs av Walker. Heteronotus delineatus ingår i släktet Heteronotus och familjen hornstritar. Inga underarter finns listade i Catalogue of Life.